# Wachendorfia thyrsiflora
Espèce
Classification APG III (2009)
Statut de conservation UICN

 DD  : Données insuffisantes
Wachendorfia thyrsiflora est une espèce végétale de la famille des Haemodoraceae.